# Pelourinho da Sertã
O Pelourinho da Sertã localiza-se no miradouro Artur Caldeira Ribeiro na freguesia e município da Sertã, distrito de Castelo Branco, em Portugal.

## História
Edificado por volta de 1521, o pelourinho original foi demolido em 1874, alguns anos depois da construção dos Paços do Concelho (que vieram mais tarde a ser destruídos num incêndio). Foi reconstruído no início do século XX com base em elementos do pelourinho manuelino.
Encontra-se classificado como Imóvel de Interesse Público desde 1933.

## Características
O fuste original era cilíndrico, e os degraus da base circulares. O atual está assente numa base com três degraus octogonais. A coluna possui uma base e fuste quadrangulares. A coluna é chanfrada nos ângulos e encimada por fiadas de meias esferas. O capitel é de secção quadrangular decorado por motivos em forma de cabo. O pelourinho é rematado com uma peça piramidal de base quadrada, que apresenta nas quatro faces as armas nacionais, o brasão do município da Sertã, a esfera armilar e a cruz de Cristo, e é encimada por esfera armilar em ferro.